# Autostrada A8 (Belgio)
L'Autostrada A8 belga parte da Halle, fino ad arrivare al confine con la Francia, congiungendosi con l'Autoroute A27; è lunga 73 km.

## Percorso
|      |                                           |        |                |  |  |
| Tipo | Indicazione                               | Uscita | Strada europea |  |  |
|      | Halle Ratteput (solo carreggiata ovest)   | 21     |                |  |  |
|      | Lembeek                                   | 22     |                |  |  |
|      | Hondzocht                                 | 23     |                |  |  |
|      | Bierghes                                  | 24     |                |  |  |
|      | Hoves                                     | 25     |                |  |  |
|      | Enghien                                   | 26     |                |  |  |
|      | Marcq                                     | 27     |                |  |  |
|      | Bassilly                                  | 28     |                |  |  |
|      | Area di servizio "Hellebecq"              |        |                |  |  |
|      | Lessines                                  | 29     |                |  |  |
|      | Ath                                       | 30     |                |  |  |
|      | Leuze                                     | 31     |                |  |  |
|      | Barriera Tournai (solo carreggiata ovest) |        |                |  |  |
|      | Tournai-Nord                              | 33     |                |  |  |
|      | Barriera Tournai (solo carreggiata est)   |        |                |  |  |
|      | Tournai-Ouest                             | 34     |                |  |  |
|      | Area di parcheggio "Froyennes"            |        |                |  |  |
|      | Barriera Marquain                         |        |                |  |  |
|      | Blandain                                  | 35     |                |  |  |
|      | Area di parcheggio "Lamain"               |        |                |  |  |
|      | Autoroute A27 Confine di Stato - Francia  |        |                |  |  |